# Rudigaudryina
Rudigaudryina es un género de foraminífero bentónico de la subfamilia Eggerellinae, de la familia Eggerellidae, de la superfamilia Eggerelloidea, del suborden Textulariina y del orden Textulariida. Su especie tipo es Rudigaudryina inepta. Su rango cronoestratigráfico abarca el Holoceno.

## Discusión
Clasificaciones previas incluían Rudigaudryina en la superfamilia Textularioidea, del suborden Textulariina y del orden Textulariida.

## Clasificación
Rudigaudryina incluye a las siguientes especies:
- Rudigaudryina inepta
- Rudigaudryina minor